# Феррари, Габриэле Джолито де

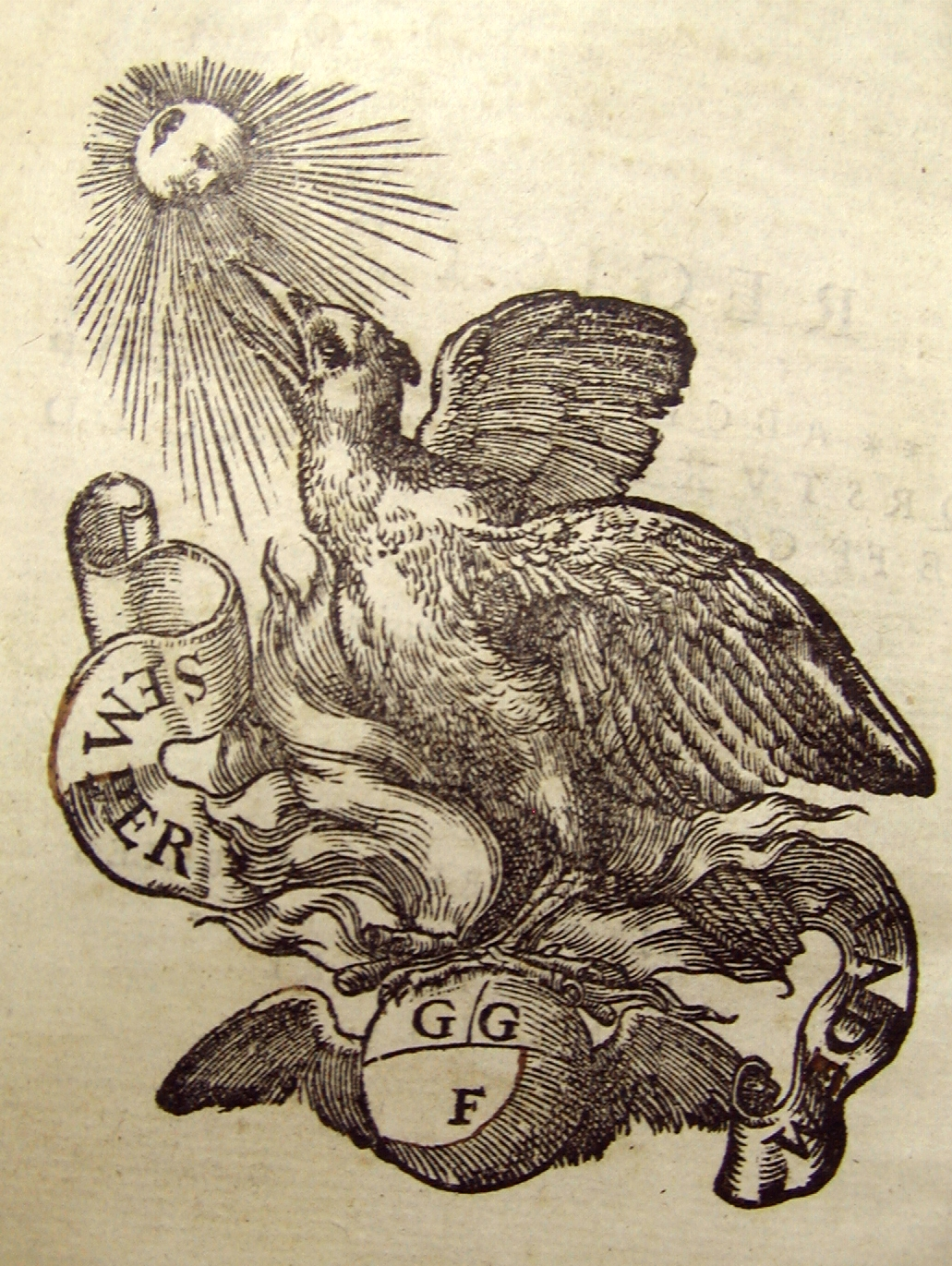
Эмблема Джолито (1552)

Габриэле Джолито де Феррари (итал. Gabriele Giolito de' Ferrari, ок. 1508, Трино — 1578, Венеция) — итальянский издатель Венецианской республики XVI века. Один из первых издателей, выпускавших значительным тиражом книги на народном итальянском языке.

## Биография
Джолито родился в Трино в семье Джованни иль Веккьо и Гильельмины Боргоминьери. В 1523 году основал вместе с отцом «Libreria della Fenice» («Книжный магазин Феникса»), где работала небольшая типография с книжным магазином. 
Типография располагалась в Риальто, квартале Венеции, и была крупным центром книгопечатания в Европе того времени. Когда его отец переехал в Турин, Габриэле сначала работал в типографии вместе с братьями, затем, становясь всё более независимым, открыл магазины в Неаполе, Болонье и Ферраре.
Типография Джолито выпускала произведения как античных классиков, так и авторов эпохи Возрождения. Он посвятил себя изданию работ на «народном языке» (итал. lingua volgare), то есть на итальянском — в противовес латыни, греческому и другим языкам, непонятным большинству населения. Среди его изданий были Боккаччо, Тассо, Петрарка, Макиавелли. Особенной популярностью пользовался «Неистовый Роланд» Ариосто. 
В 1555 году он издал «Комедию» Данте под редакцией Лодовико Дольче, причём это было первое издание, где поэма носила название «Божественная комедия» (Divina Commedia). 
После Тридентского собора Джолито сосредоточился на богословских и пасторальных произведениях. Одним из наиболее популярных изданий в это время стало «Interrogatio» («Вопрошание») театинского монаха Джованни Паоло да Комо, своего рода катехизис для школьного обучения.
Эмблема Джолито была широко известна и имела множество вариаций. Она изображала феникса, рождающегося из пламени и стоящего на крылатом шаре, с девизом «Semper eadem» (с лат. — «Всегда одинаково») и инициалами «G.G.F.».
В 1544 году Джолито женился на Лукреции Бин. В браке у них родилось 12 детей. 
Умер в 1578 году в Венеции. Типография перешла в наследство его сыновьям Джованни иль Джоване и Джованни Паоло, которые продолжали его деятельность до 1606 года.